# Łany Małe
Łany Małe – wieś w Polsce położona w województwie śląskim, w powiecie zawierciańskim, w gminie Żarnowiec, nad Pilicą.
W latach 1975–1998 miejscowość administracyjnie należała do województwa katowickiego.

## Nazwa
W księdze łacińskiej Liber fundationis episcopatus Vratislaviensis (pol. Księga uposażeń biskupstwa wrocławskiego) spisanej za czasów biskupa Henryka z Wierzbna w latach 1295–1305 miejscowość wymieniona jest w zlatynizowanej formie Lana Stesconis we fragmencie Lana Virbece, in Lana Colende et in Lana Stesconis decime solvuntur more polonico.